# جامعة عين شمس الأهلية
جامعة عين شمس الأهلية هي جامعة مصرية غير هادفة للربح، تقع في العاصمة الإدارية الجديدة بمحافظة القاهرة، وتعد واحدة من الجامعات الأهلية المرتبطة بالجامعات الحكومية، حيث أُسست لتكون موازية وداعمة لجامعة عين شمس الحكومية. تهدف الجامعة إلى تقديم برامج تعليمية حديثة ترتبط بسوق العمل والبحث العلمي.

## النشأة والتأسيس
تأسست جامعة عين شمس الأهلية في عام 2022، عقب توقيع بروتوكول تعاون بين جامعة عين شمس والهيئة الهندسية للقوات المسلحة المصرية، لتشييد الجامعة على مساحة 192 فداناً. وجاءت فكرة التأسيس بتوجيه من الرئيس عبد الفتاح السيسي، حيث تم نقل المشروع من مدينة العبور إلى العاصمة الإدارية الجديدة.

## الموقع والبنية التحتية
تقع الجامعة في مدخل العاصمة الإدارية الجديدة على طريق العين السخنة. تضم منشآت تعليمية حديثة، مراكز أبحاث، معامل متطورة، ومرافق أكاديمية متكاملة.

## الكليات والبرامج
تضم الجامعة 11 كلية، منها:
- كلية الطب البشري
- كلية طب الأسنان
- كلية الهندسة
- كلية الحاسبات والمعلومات
- كلية العلوم
- كلية الزراعة
- كلية التجارة
- كلية الآداب
- كلية الإعلام
- كلية التمريض
- كلية القانون الدولي

## الرؤية والأهداف
تهدف الجامعة إلى توفير بيئة تعليمية حديثة، تقوم على الابتكار والبحث العلمي، وتحفيز ريادة الأعمال لدى الطلاب من خلال حاضنات الأعمال، والمراكز التكنولوجية.

## الشراكات الدولية
أقامت الجامعة شراكات أكاديمية مع جامعات دولية، مثل جامعة إسكس في المملكة المتحدة، لتعزيز التبادل العلمي وتطوير البرامج.

## المستشفى التخصصي
تم ضم المستشفى التخصصي بالعبور إلى الجامعة بغرض التوسعة وتوفير بيئة تعليمية طبية عملية لطلبة كليات القطاع الطبي.

## روابط خارجية
- الموقع الرسمي لجامعة عين شمس الأهلية

## النشأة
في 6 أبريل 2021، أكد رئيس جامعة عين شمس أنه تمت املوافقة على بناء جامعة عين شمس الأهلية بالتجمع الخامس على مساحة 40 فدان تضم 7 كليات.
تقع جامعة عين شمس بمدخل العاصمة الإدارية من طريق العين السخنة علي مساحة 192 فدان بتكلفة اجمالية 18 مليار جنية علي ثلاث مراحل.